# Rasmus Kleemann
Rasmus Heinrich Kleemann (* 13. April 1902 in Upernavik Kujalleq; † unbekannt) war ein grönländischer Landesrat.

## Leben
Rasmus Kleemann war der Sohn des Udstedsverwalters Hans Wilhelm Anthon Kleemann (1879–?) und seiner Frau Maren Dorthe Sofie Katrine Frederiksen (1881–?). Er war das dritte von zehn Kindern. Sein Großvater war Deutscher. Zu seinen Brüdern gehörte der Musiker und Altersrekordler Jørgen Kleemann (1923–2023). Rasmus Kleemann heiratete am 2. September 1924 in Upernavik Kujalleq Vitte Pouline Abigael Rebekka Olsvig (1904–?), Tochter von Niels Peter Olsvig (1851–1914) und Cathrine (1861–1932). Aus der Ehe gingen mehrere Kinder hervor. Über den Sohn Vilhelm Moses Pavia Arĸaluk Kleemann (1938–2013) ist er der Großvater der Künstlerin Jessie Kleemann (* 1959).
Rasmus Kleemann war Jäger in Upernavik Kujalleq und saß 1933 für eine Sitzung im nordgrönländischen Landesrat. Bei der ersten Sitzung 1963 vertrat der Bootskapitän Rasmus Kleemann aus Upernavik Ole Svendsen im Landesrat. Es ist davon auszugehen, dass es sich um dieselbe Person handelt.